# Ignacówka Bobrowska
Ignacówka Bobrowska (prononciation : [iɡnaˈt͡sufka bɔˈbrɔfska]) est un village polonais de la gmina de Głowaczów dans le powiat de Kozienice de la voïvodie de Mazovie dans le centre-est de la Pologne.

## Histoire
De 1975 à 1998, le village appartenait administrativement à la voïvodie de Radom.